# Xavier Mariscal
Francesc Xavier Errando i Mariscal (València, 9 de febrer de 1950) és un dissenyador i artista valencià la tasca del qual ha cobert una àmplia gamma de mitjans, que van des de la pintura i l'escultura al disseny d'interiors i paisatgisme. Des del 1970 viu i treballa a Barcelona.

## Infantesa i joventut

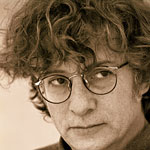
Xavier Mariscal

Va néixer, en una família d'onze germans i germanes i des de 1970, ha estat vivint i treballant a Barcelona. El seu llenguatge és sintètic, amb pocs traços i molta expressivitat. Va començar a estudiar disseny a l'Escola Elisava de Barcelona, que aviat va deixar per tal de poder aprendre directament del seu ambient i seguir els seus propis impulsos creatius. Els seus primers passos foren en el món del còmic underground, una tasca que combinà amb la il·lustració, l'escultura, el disseny gràfic i el disseny d'interiors.
Entre gener de 1972 i octubre de 1973 publica a la revista El Ciervo. Aquell mateix mes funda, junt a altres companys, El Rollo Enmascarado, primera revista de còmic underground de l'estat. El seu primer treball monogràfic el publica a la ciutat que el va veure nàixer i es diu A València, on publica historietes amb diàlegs de Josep Vicent Marquès.
El 1979 va crear el logotip Bar-Cel-Ona, amb el qual es va donar a conèixer. El següent any, juntament amb Fernando Salas, es va encarregar del disseny interior del bar Duplex de València i va crear un tamboret de bar de tres potes, amb forma obliqua i torta al qual va anomenar Duplex, com el bar.
El 1981, l'arquitecte italià Ettore Sottsass el va convidar a anar a Milà per participar en l'exposició „International Style“ del Grup Memphis. El 1987, Mariscal ja tenia una exposició pròpia al Centre Pompidou de París.

## Maduresa i reconeixement

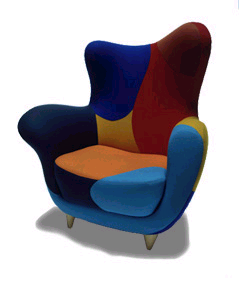
Butaca Alexandra.

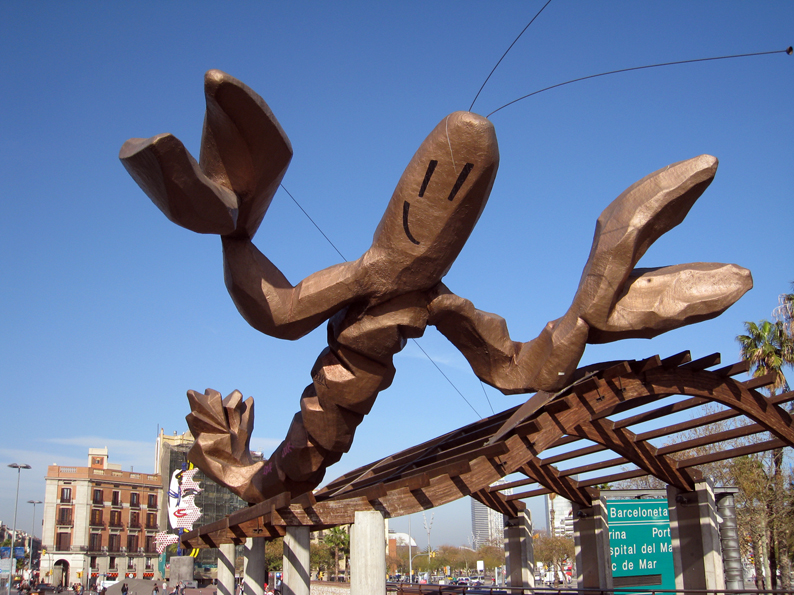
La Gamba de Mariscal.

### Cobi
La fama internacional li arribà probablement quan el 1988, una creació seva, el Cobi va ser elegida com la mascota dels Jocs Olímpics de Barcelona 1992. La mascota va ser el centre de gran controvèrsia a causa de la seva imatge d'avantguarda, encara que el temps ha demostrat la seva validesa i ara es reconeix com la mascota més rendibles en la història dels jocs moderns. Més tard, va crear la sèrie de dibuixos animats La Troupe d'en Cobi, amb altres personatges similars com la Petra, la mascota dels Jocs Paralímpics. No obstant, unes desafortunades declaracions seves sobre els catalans i en contra de Jordi Pujol al diari valencià «Las Provincias» van posar en entredit la tria de la mascota dissenyada per en Mariscal. El mateix autor va comunicar que retiraria el seu disseny si el COOB'92 així ho considerava oportú.

### Estudio Mariscal
El seu progressiu èxit el porta a obrir l'any 1989 el seu propi estudi de disseny, anomenat Estudio Mariscal i ubicat a Barcelona. La nova empresa es dedica a totes les disciplines del disseny audiovisual i col·labora també amb dissenyadors i arquitectes, per exemple Arata Isozaki, Alfredo Arribas, Fernando Salas, Fernando Amat o Pepe Cortés.
Des de la seva creació, L'Estudi Mariscal esdevé responsable de múltiples dissenys que assoleixen una gran popularitat. Entre els encàrrecs més notables destaca l'emblema de la rosa del Partit Socialdemòcrata Suec, Socialdemokraterna, el logotip de l'emisora de ràdio espanyola Onda Cero, el logotip de l'empresa britànica d'efectes especials de cinema Framestore CFC, el logotip del Centre de disseny i Arquitectura Lighthouse (Lighthouse Center for Architecture and Design) de Glasgow, el logotip del Zoològic de Barcelona, l'escut de la Universitat de València o la insígnia del Centre Cultural GranShip del Japó.

### EXPO 2000 i Twipsy

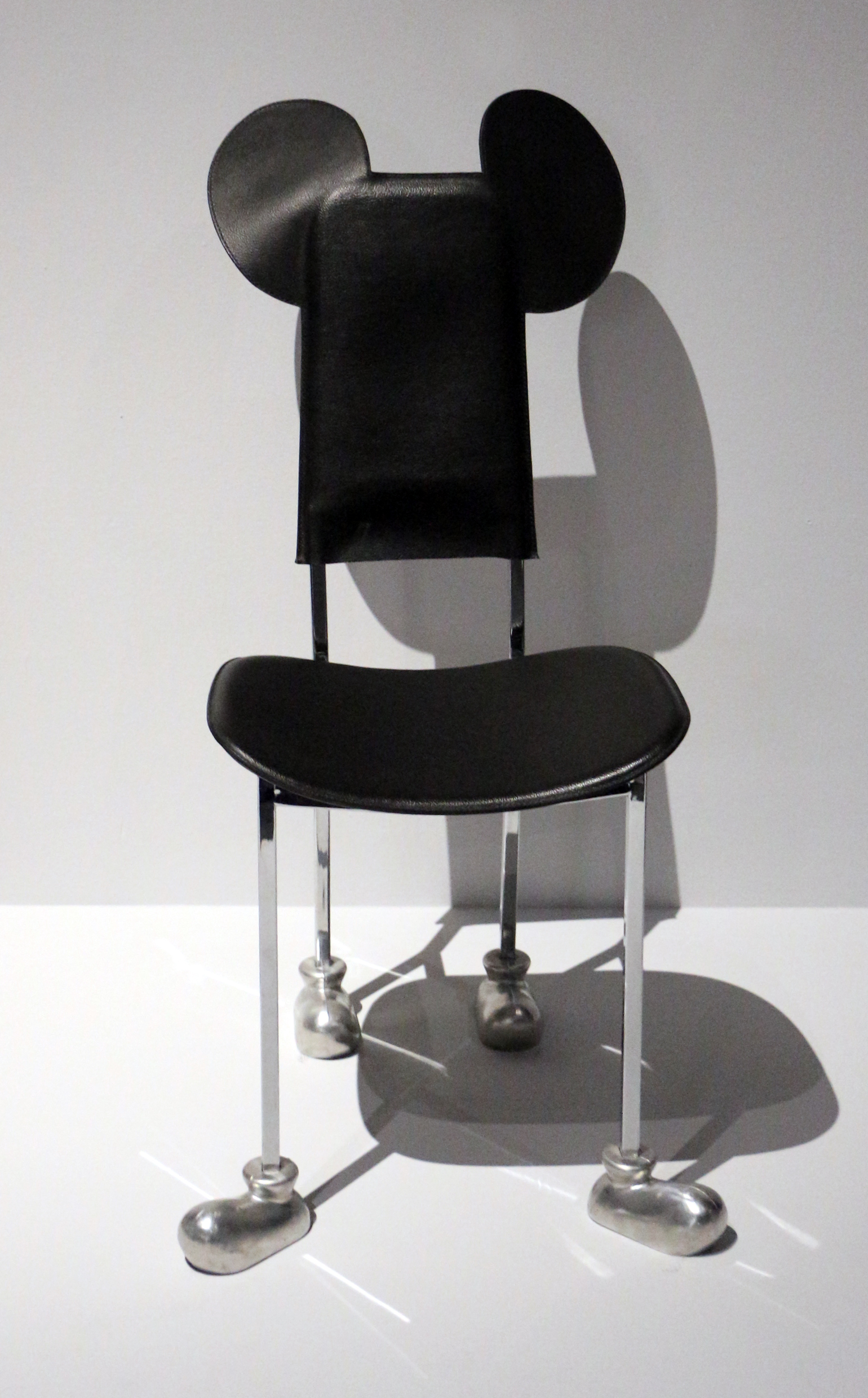
Garriris, 1987, Musée national d'art moderne, Paris

El 1995, Estudio Mariscal va guanyar el concurs públic pel disseny del logotip de l'exposició universal EXPO 2000 de Hannover. La mascota creada per a promocionar la fira es va anomenar Twipsy, la qual va comptar amb un notable èxit comercial. A més dels clàssics productes de marxandatge com samarretes, rellotges, ninots o tasses, Twipsy va comptar amb una sèrie de dibuixos animats que es va estrenar el 1999 a la cadena de televisió alemanya KI.KA. Malgrat tot, igual com ja havia passat amb Cobi, el disseny futurista de la mascota tampoc va quedar lliure de crítiques a Alemanya.

### Altres projectes
També l'any 1995, l'estudi de disseny barceloní es va responsabilitzar de la configuració i disseny d'una col·lecció de mobles de l'empresa italiana Moroso. Entre els mobles, destaca la butaca Alexandra la qual, amb els seus colors vius i les seves extravertides formes, reflecteix plenament l'estil característic de Mariscal.
El 2002 el concepte interdisciplinar del disseny de Mariscal va assolir un punt àlgid amb el disseny complet del Gran Hotel Domine de Bilbao. L'objectiu del projecte va ser harmonitzar la decoració de l'hotel amb el Museu Guggenheim de Bilbao (que està ubicat al davant) i rendir un homenatge, alhora, a les vanguàrdies artístiques del s. XX.
Amb la col·laboració de Fernando Salas, Mariscal ha dirigit també molts altres projectes de decoració interior, com el club de jazz Calle 54.
Des del 2005 Estudio Mariscal ha dissenyat la col·lecció de mobles infantils Me Too, de la companyia Magis. Altres projectes del polifacètic art de Mariscal inclouen dissenys de marques, dissenys de pàgines web o tota mena de disseny interiors.
El 2006, Mariscal va participar en la fira de l'art madrilenya ARCO amb la presentació de l'esculptura Crash!. El gran Chevrolet Impala de 1959 de color roig i destrossat, pretenia ser un homenatge al disseny dels anys 1950 i una crítica indirecta a la pèrdua de confiança en el futur.
El 2010, Mariscal va dissenyar i co-dirigir la pel·lícula d'animació Chico i Rita juntament amb el director de cinema Fernando Trueba. La pel·lícula, impregnada de la música i cultura de Cuba, descriu una relació d'amor entre una parella cubana dels anys 1940-50, el destí dels quals els conduirà de l'Havana a Nova York, passant per Las Vegas o Hollywood, entre d'altres. El 2015 va signar un manifest de suport a Barcelona en Comú.

### Estimem la nostra llengua: mural de les trobades d'escoles en valencià
Mariscal també ha realitzat fins al 2013 la imatge de les Trobades d'Escola Valenciana, a destacar el mural col·lectiu fet amb peces dissenyades per Mariscal, però dibuixades pels xiquets, que es va construir a la multitudinària Trobada d'Escoles en Valencià feta a València en 1995, i que actualment es pot visitar a la Facultat de Magisteri de la Universitat de València.

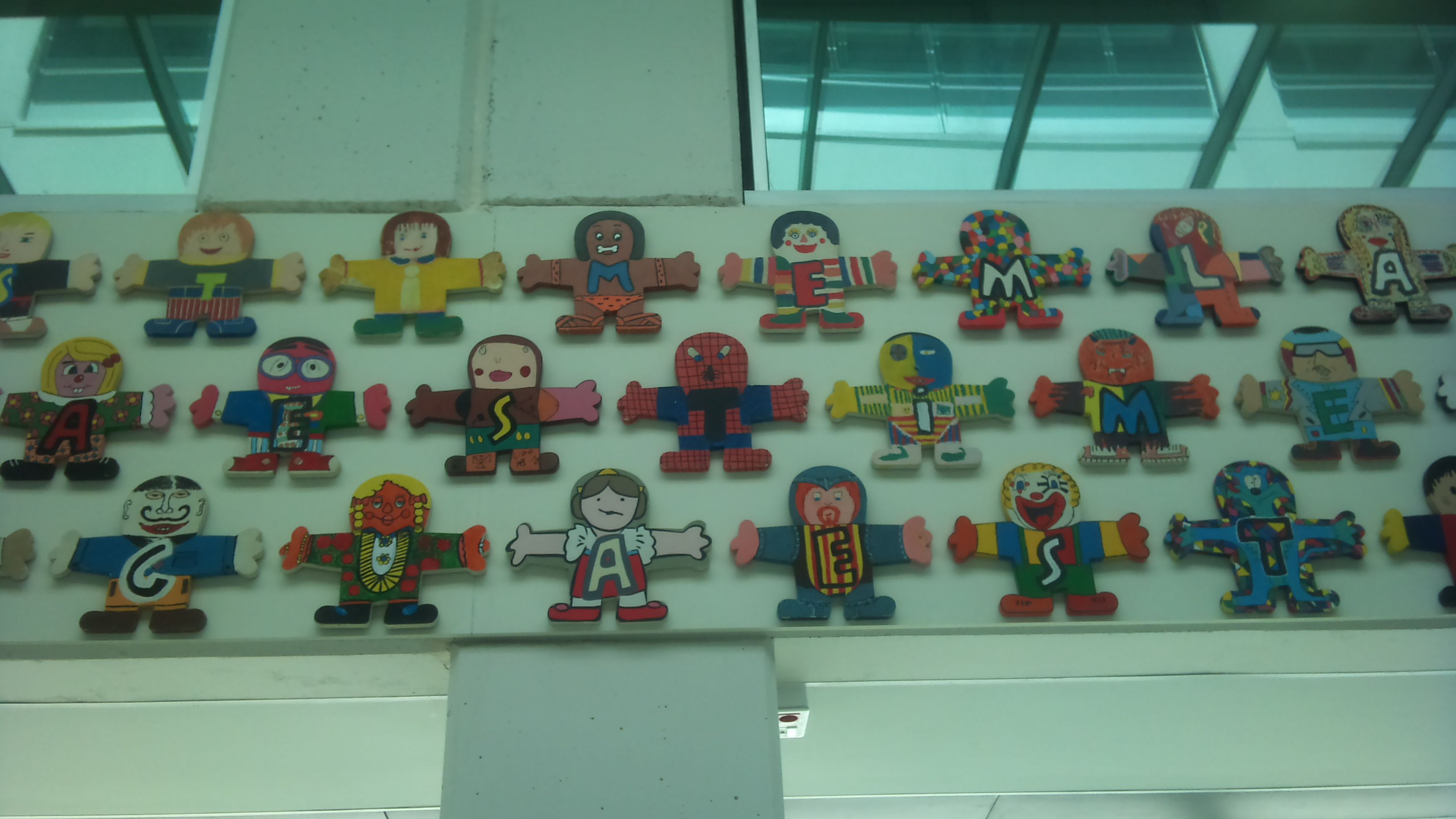
Vista parcial del mural realitzat per Xavier Mariscal i els estudiants de les escoles en valencià, a la "Trobada d'escoles en valencià" de l'any 1995.
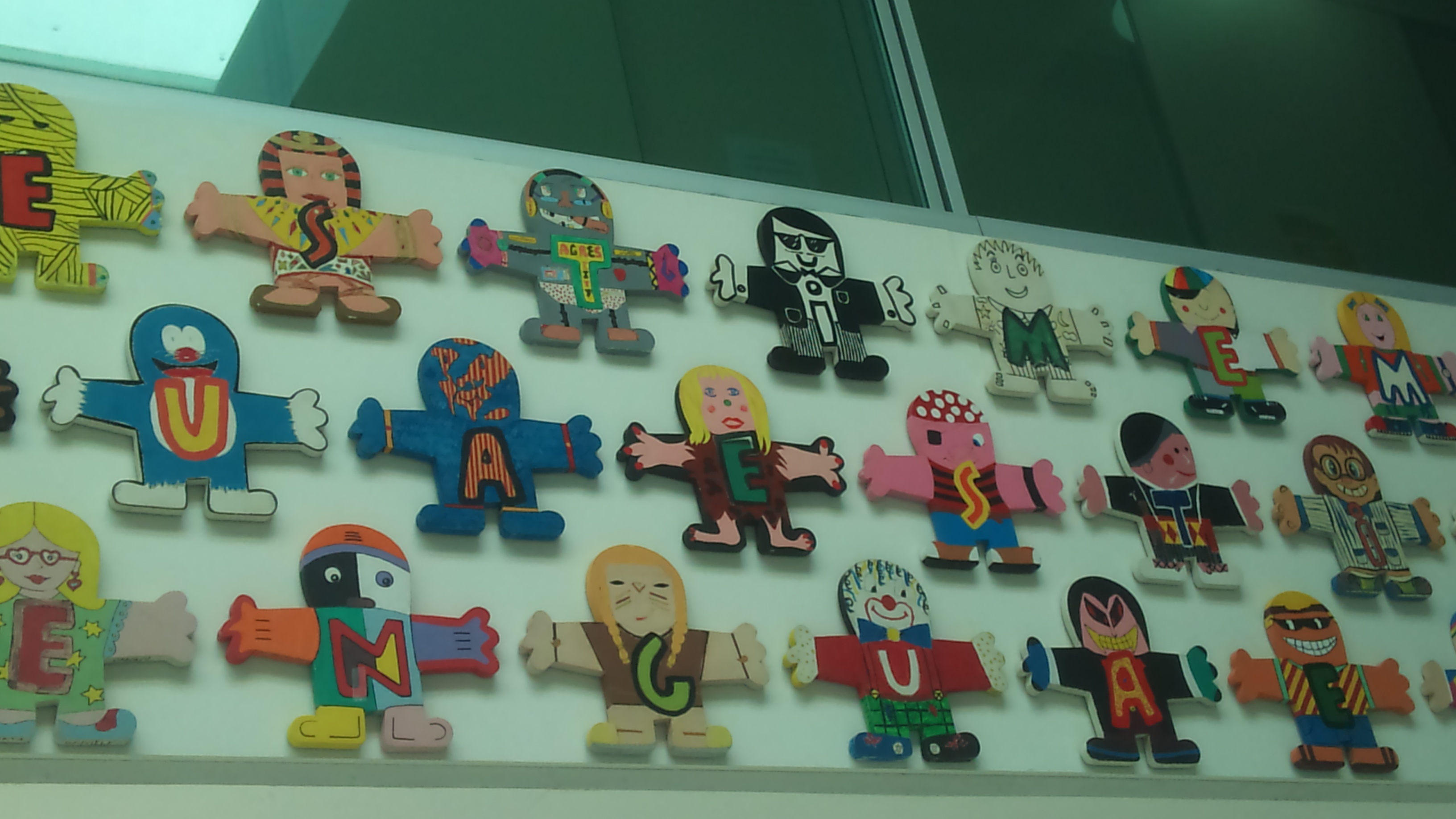
Vista parcial del mural realitzat per Xavier Mariscal i els estudiants de les escoles en valencià, a la "Trobada d'escoles en valencià" de l'any 1995.
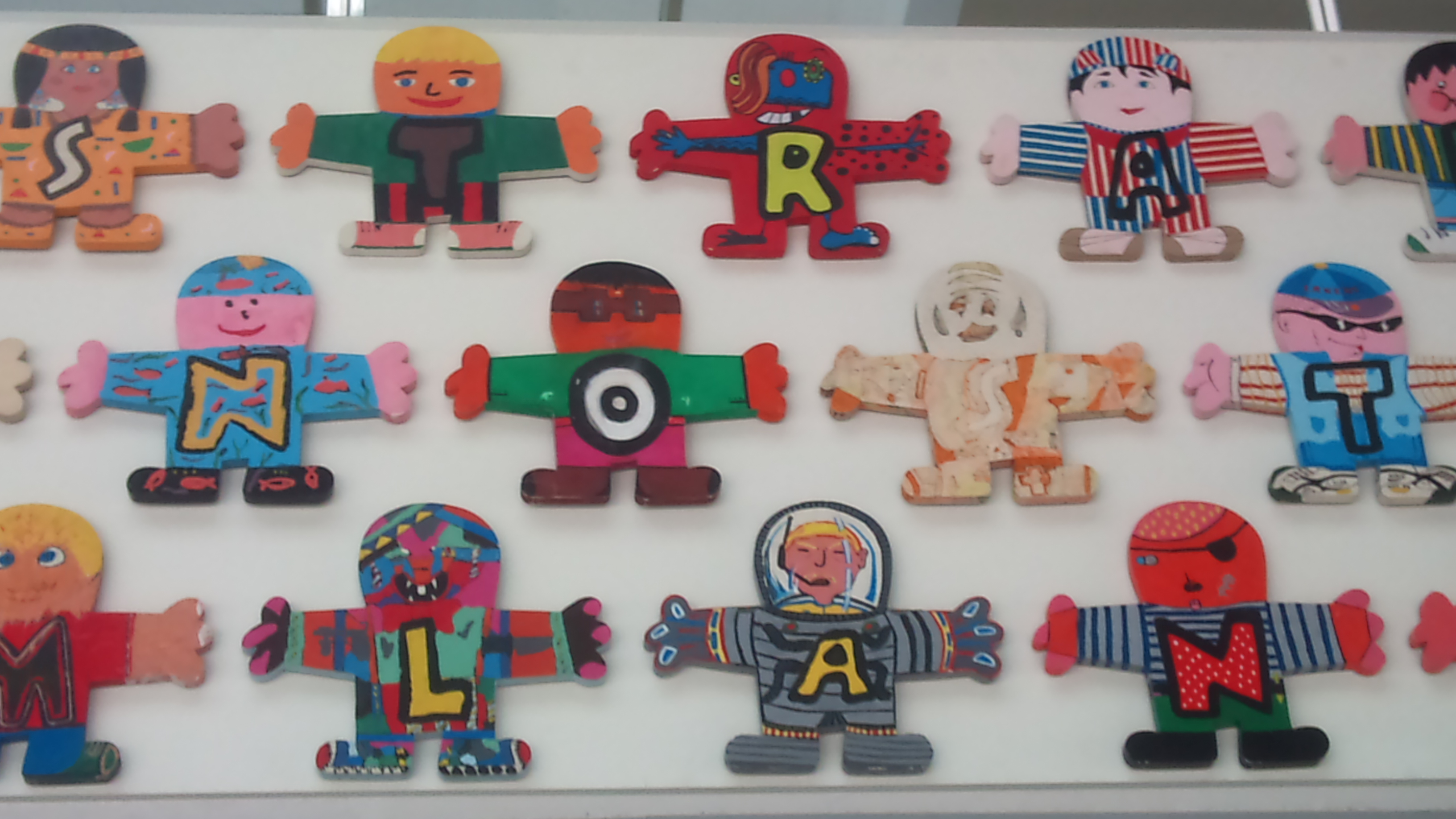
Vista parcial del mural realitzat per Xavier Mariscal i els estudiants de les escoles en valencià, a la "Trobada d'escoles en valencià" de l'any 1995.

## Premis i distincions
L'any 1999 va rebre el Premio Nacional de Diseño en la modalitat de professionals. El 2011 va recollir el Premi Goya a la Millor pel·lícula d'animació per Chico i Rita juntament amb Fernando Trueba. També fou guardonat amb el Premi Nacional de Disseny per l'exposició Mariscal a la Pedrera, una selecció de quaranta anys de carrera artística l'any 2011. També rebé el Premi Turia a Millor Contribució Cultural al Còmic.
El jurat dels premis, que es van lluir el 2 d'abril al Palau de la Generalitat de Catalunya, va valorar el seu “caràcter personal i capacitat de comunicació per a cada projecte concret, tot plegat sota l'aparença del joc i de l'humor però impregnat d'una gran intel·ligència visual i narrativa”.